# Kociubińce (przystanek kolejowy)
Kociubińce (ukr. Коцюбинці, ros. Коцюбинцы) – przystanek kolejowy w miejscowości Kociubińce, w rejonie husiatyńskim, w obwodzie tarnopolskim, na Ukrainie. Leży na linii dawnej Galicyjskiej Kolei Transwersalnej.